# يوسف عثمان قادر
يوسف عثمان قادر (5 أبريل 1985 — ) عداء ماراثون قطري مثل قطر في دورة الألعاب الأولمبية الصيفية لعام 2008 في بكين إلى جانب زميله مبارك الشامي حيث تنافس في سباق الماراثون للرجال وأنهى السباق في المركز الرابع والستين بفارق أربع عشرة ثانية خلف الغواتيمالي ألفريدو أريفالو بزمن قدره 2:28:40.
حقق يوسف أفضل رقم شخصي له وهو 2:13:18 في ماراثون هامبورغ عام 2007.

## روابط خارجية
- نبذة عن يوسف عثمان قادر  على موقع الاتحاد الدولي لألعاب القوى
- NBC 2008 Olympics profile